# Sahurunuwa
Sahurunuwa (écrit aussi Sahrurunuwa) est un prince hittite, vice-roi de Halpa et de Karkemish au xiiie siècle av. J.-C.

## Biographie
Sahurunuwa était fils de Piyassilis et petit-fils du Grand Roi de l'Empire hittite Suppiluliuma Ier. On ne sait pas s'il hérita de son père la royauté sur Karkemish ou bien s'il y fut précédé par un frère aîné dont on trouve le nom, sur certaines tablettes, sous la forme x-Sarruma.
Sahurunuwa dirigea un contingent secondaire lors de la bataille de Qadesh en 1275 av. J.-C. À sa mort, le trône passa à son fils et héritier Ini-Tessub. 

## Lignage
L'arbre généalogique ci-dessous est une reconstruction possible, parmi d'autres, du lignage de la famille royale de l'empire hittite. La nomenclature des souverains, les liens de parenté demeurent obscurs par de nombreux aspects,,.